# Dampierre, Calvados

Dampierre este o comună în departamentul Calvados, Franța. În 1 ianuarie 2018 avea o populație de 132 de locuitori.